# Lucas Martínez Quarta
Lucas Martínez Quarta, född 10 maj 1996, är en argentinsk fotbollsspelare som spelar för Fiorentina och Argentinas landslag.

## Klubbkarriär
Den 5 oktober 2020 värvades Martínez Quarta av Serie A-klubben Fiorentina. I juni 2024 förlängde han sitt kontrakt i klubben fram till 2028.

## Landslagskarriär
Martínez Quarta debuterade för Argentinas landslag den 5 september 2019 i en 0–0-match mot Chile.

## Meriter
River Plate
- Copa Argentina: 2016, 2019
- Supercopa Argentina: 2017
- Copa Libertadores: 2018
- Recopa Sudamericana: 2019

 Argentina
- Copa América: 2021